# Pyrostria phyllanthoidea
Pyrostria phyllanthoidea är en måreväxtart som först beskrevs av Henri Ernest Baillon, och fick sitt nu gällande namn av Diane Mary Bridson. Pyrostria phyllanthoidea ingår i släktet Pyrostria och familjen måreväxter. Inga underarter finns listade i Catalogue of Life.